# Референдумы в Швейцарии (1968)
Референдумы в Швейцарии проходили 18 февраля и 19 мая 1968 года. На февральский референдум был вынесен вопрос о полной налоговой амнистии. Предложение было одобрено 62% голосов избирателей. В мае референдум о налоге на табак был отклонён 52% голосов.

## Результаты

### Февраль: Налоговая амнистия
| Выбор                                | Общее голосование | Общее голосование | Кантоны | Кантоны | Кантоны |
| Выбор                                | Голосов           | %                 | Полных  | Полу-   | Всего   |
| ------------------------------------ | ----------------- | ----------------- | ------- | ------- | ------- |
| За                                   | 400 900           | 61,9              | 19      | 6       | 22      |
| Против                               | 247 255           | 38,1              | 0       | 0       | 0       |
| Пустых бюллетеней                    | 20 158            | –                 | –       | –       | –       |
| Недействительных бюллетеней          | 2 089             | –                 | –       | –       | –       |
| Всего                                | 670 402           | 100               | 19      | 6       | 22      |
| Зарегистрированных избирателей/ Явка | 1 603 763         | 41,8              | –       | –       | –       |
| Источник: Nohlen & Stöver            |                   |                   |         |         |         |

### Май: Налог на табак
| Выбор                                | Голосов   | %    |
| ------------------------------------ | --------- | ---- |
| За                                   | 277 229   | 48,2 |
| Против                               | 297 381   | 51,8 |
| Пустых бюллетеней                    | 17 815    | –    |
| Недействительных бюллетеней          | 833       | –    |
| Всего                                | 593 258   | 100  |
| Зарегистрированных избирателей/ Явка | 1 606 731 | 36,9 |
| Источник: Nohlen & Stöver            |           |      |